# خوربین

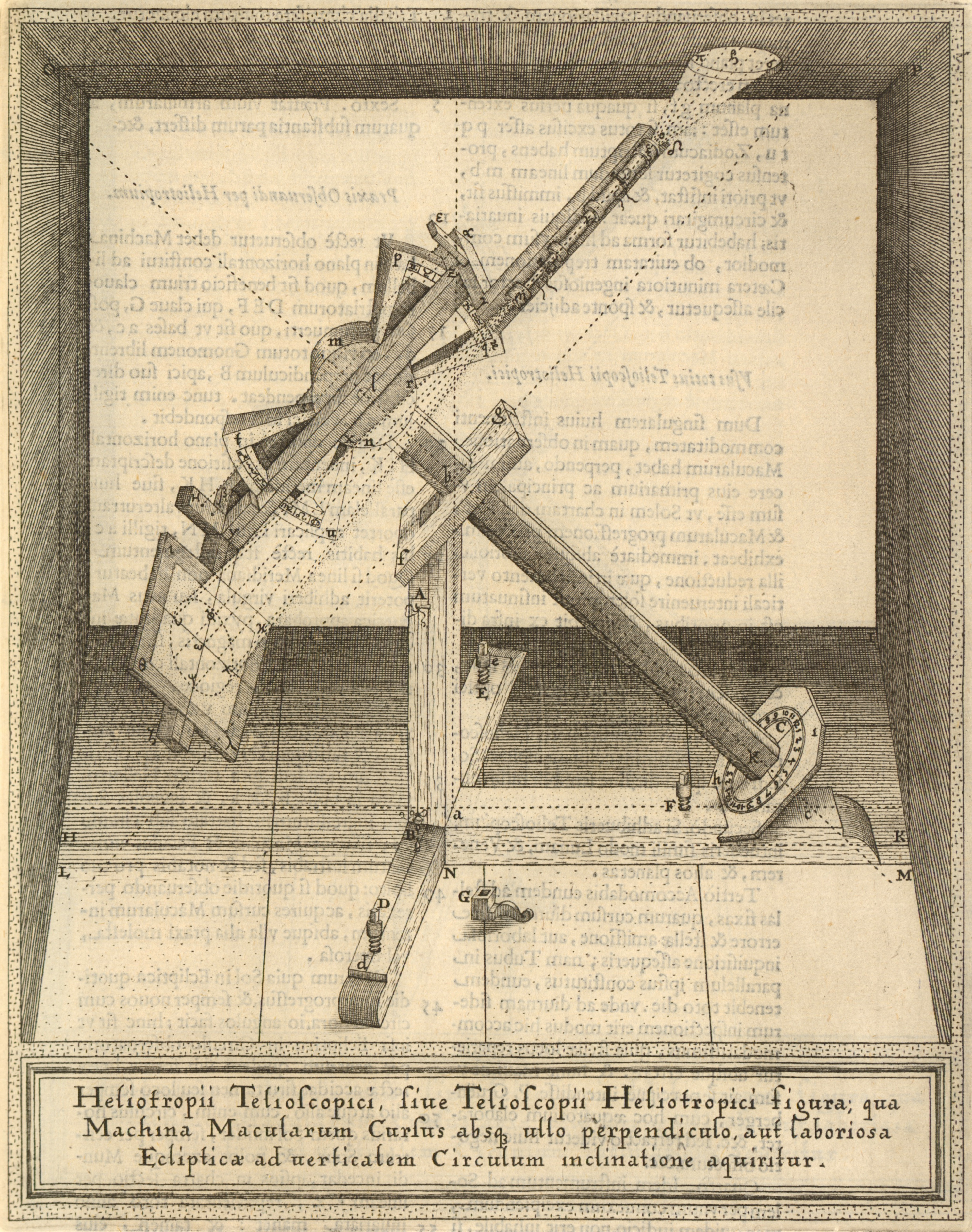
خوربین کریستف شاینر

خوربین (انگلیسی: Helioscope) ابزاری است که در رصد خورشید و لکه‌های خورشیدی به‌کار می‌رود. خوربین نخستین‌بار توسط بندتو کاستلی (۱۶۴۳–۱۵۷۸) استفاده و توسط گالیلئو گالیله (۱۶۴۲–۱۵۶۴) اصلاح شد. این روش شامل نمایش تصویری از خورشید بر روی یک صفحه کاغذ سفید معلق در یک اتاق تاریک با استفاده از تلسکوپ است.
نخستین خوربین ماشینی یا machina helioscopica توسط کریستف شاینر (۱۶۵۰ –۱۵۷۵) برای کمک به رصد لکه‌های خورشیدی توسط وی طراحی شد.
در فیزیک نجومی مدرن، اصطلاح خوربین، همچنین می‌تواند به آزمایشی اشاره کند که به دنبال مشاهده ذرات فرضی (مانند اکسیون) است که درون خورشید تولید می‌شود. نمونه‌هایی از چنین آزمایش‌های خوربینی برای جستجوی اکسیون‌ها عبارتند از: تلسکوپ خورشیدی اکسیون سرن و رصدخانه بین‌المللی اکسیون.